# Bianor tortus
Bianor tortus là một loài nhện trong họ Salticidae.
Loài này thuộc chi Bianor. Bianor tortus được Jastrzebski miêu tả năm 2007.